# Карликовая ангора
Карликовая ангора — порода декоративных кроликов, у которых густая и длинная шерсть.

## История породы
Родиной карликовой ангоры считают славянские страны. Это очень старая порода кроликов. Карликовая ангора была известна в Западной Европе ещё в XV веке.
Но есть и другие версии, что кролики породы карликовая ангора появилась в Юго-Восточной Азии. До XIX века эта порода не имела всемирной известности, да и сами кролики выглядели иначе. 

## Описание
Шерсть у кроликов этой породы растет везде — даже на ушах. Она представляет собой пух, за счёт которого карликовую ангору сравнивают с собачками, в частности с болонками и пекинесами. Масса таких кроликов составляет от 900 до 1500 граммов. Самки этой породы рожают по 2-6 малышей.
Окрас карликовой ангоры белый (красноглазый и голубоглазый), чёрный, голубой, жёлтый, гавана. На участках с короткой шерстью (уши, голова и лапы), окрас выглядит темнее.

## Примечание
1. ↑  Сайт о домашних кроликах. (недоступная ссылка)